# Василёво (Хвойнинский район)
Василёво — деревня без постоянного населения в Хвойнинском муниципальном районе Новгородской области, относится к Песскому сельскому поселению.
Деревня находится на высоте 180 м над уровнем моря.

## История
«Существует деревня уже довольно давно. Местные жители поговаривают, что деревня ровесница Санкт-Петербурга, а может даже и старше…
До 1862 года, деревня в числе ещё нескольких деревень, принадлежала некой барыне „Исаевской“, которая по историческим данным была немкой. Барыня жила недалеко от „Василёво“ в деревне „Исаиха“, потому барыню и прозвали „Исаевской“, время от времени, она объезжала свои владения и приезжала в „Василёво“ проверить своё хозяйство, деревенские жители не имели права уходить от барыни, пока в 1862 году не отменили крепостное право. После отмены крепостного права, землю разделили по едокам, в „Василёво“ стала появляться частная собственность, а после революции 1917 года, начали организовывать колхозы (коллективное хозяйство- прим.автора). В деревне было большое количество — коров, лошадей, коз, овец, кур и т. д.
В начале 1941 года, перед самой войной, многие деревни стали объединяться. „Василёво“ не было исключением, сюда переехала рядом находящаяся деревня „Ситково“, хозяйство увеличилось, и благодаря своим хозяйствам, жителям деревни не пришлось голодать. После войны, колхозы стали объединять, и теперь всё это большое хозяйство (колхозов было много) начали называть — совхозами, где все работали на государство.
После этого объединения, богатое хозяйство деревни, стало потихоньку разоряться и деревня начала беднеть. В 1990-х годах развалилась советская власть, и из деревни увезли последних колхозных коров, жители остались только со своим личным хозяйством. Молодёжь разъехалась по городам, а в деревне остались местные старожилы.
И сейчас в зимнее время жизнь течет тихо и спокойно, а летом, когда в деревню съезжается новое поколение молодёжи, жизнь кипит и бурлит так же, как и сто, и двести лет назад.»